# Ravi Kapoor
Ravi Kapoor (* 27. Juni 1969 in Liverpool, England) ist ein britischer Schauspieler und Regisseur indischer Abstammung, der hauptsächlich für seine Rolle des Dr. Mahesh „Bug“ Vijay der Krimiserie Crossing Jordan – Pathologin mit Profil bekannt ist.
Ravi Kapoor erhielt seine schauspielerische Ausbildung an der Londoner „East 15 Drama School“. Kapoor arbeitete in England zehn Jahre als professioneller Schauspieler, bevor er mit seiner Frau, der Schauspielerin Meera Simhan, nach Los Angeles in die USA übersiedelte, wo er auch heute lebt.
Kapoor spielte auf der Theaterbühne ebenso wie vor der Kamera – unter anderem im britischen Independent-Film Wild West (1992), in den britischen Mini-Serien Blood and Peaches (1995) und The Peacock Spring (1996) sowie in der 10-teiligen TV-Serie In a Land of Plenty (2001). Bekannt wurde Kapoor durch seine Rollen in Gideon’s Crossing (2001) und Crossing Jordan – Pathologin mit Profil (2001–2007). 2006 spielte er am California Shakespeare Theater in Shakespeares Stück König Lear.
Nach dem Ende von Crossing Jordan war Kapoor meist in Gastrollen verschiedener Serien wie 24 und Heroes zu sehen.
Ravi Kapoor ist Mitglied des „South Asian Artists Collective“ (SAART) und Mitveranstalter des alljährlich in Los Angeles stattfindenden Artwallah Festivals, einer Plattform für südasiatische Talente im künstlerischen Bereich.

## Filmografie (Auswahl)
als Schauspieler
- 1992: Wild West
- 1995: Blood and Peaches (Fernsehfilm)
- 1996: Wenn der Pfau erwacht (The Peacock Spring, Fernsehfilm)
- 2001: In a Land of Plenty (Fernsehserie, 5 Folgen)
- 2000–2001: Gideon’s Crossing (Fernsehserie, 20 Folgen)
- 2001–2007: Crossing Jordan – Pathologin mit Profil (Crossing Jordan, Fernsehserie, 117 Folgen)
- 2008: My Name Is Earl (Fernsehserie, 2 Folgen)
- 2008: Numbers – Die Logik des Verbrechens (NUMB3RS, Fernsehserie, 1 Folge: Auf eigenes Risiko)
- 2009: 24 (Fernsehserie, 3 Folgen)
- 2009: Fringe – Grenzfälle des FBI (Fringe, Fernsehserie, 1 Folge)
- 2009: Heroes (Fernsehserie, 2 Folgen)
- 2010: Grey’s Anatomy (Fernsehserie, 1 Folge)
- 2010: Raspberry Magic
- 2011: The Mentalist (Fernsehserie, 1 Folge)
- 2012: Flight
- 2014: Navy CIS (NCIS, Fernsehserie, 2 Folgen)
- 2017: Bones – Die Knochenjägerin (Bones, Fernsehserie, 1 Folge)
- 2019: Ad Astra – Zu den Sternen (Ad Astra)
- 2023: Family Switch
- 2024: Ein neuer Sommer (The Perfect Couple, Miniserie)

als Regisseur
- 2010: Victor Ramirez, Asesino (Kurzfilm)[1]
- 2011: The 5 (Kurzfilm)[2]

## Weblink
- Ravi Kapoor bei IMDb